# 573
Năm 573 là một năm trong lịch Julius.